# Miss Togo
 (octobre 2022).
Si vous disposez d'ouvrages ou d'articles de référence ou si vous connaissez des sites web de qualité traitant du thème abordé ici, merci de compléter l'article en donnant les références utiles à sa vérifiabilité et en les liant à la section « Notes et références ».
Pour les articles homonymes, voir Miss.
Miss Togo est un concours de beauté féminine, destiné aux jeunes femmes habitantes et de nationalité togolaise.

## Histoire

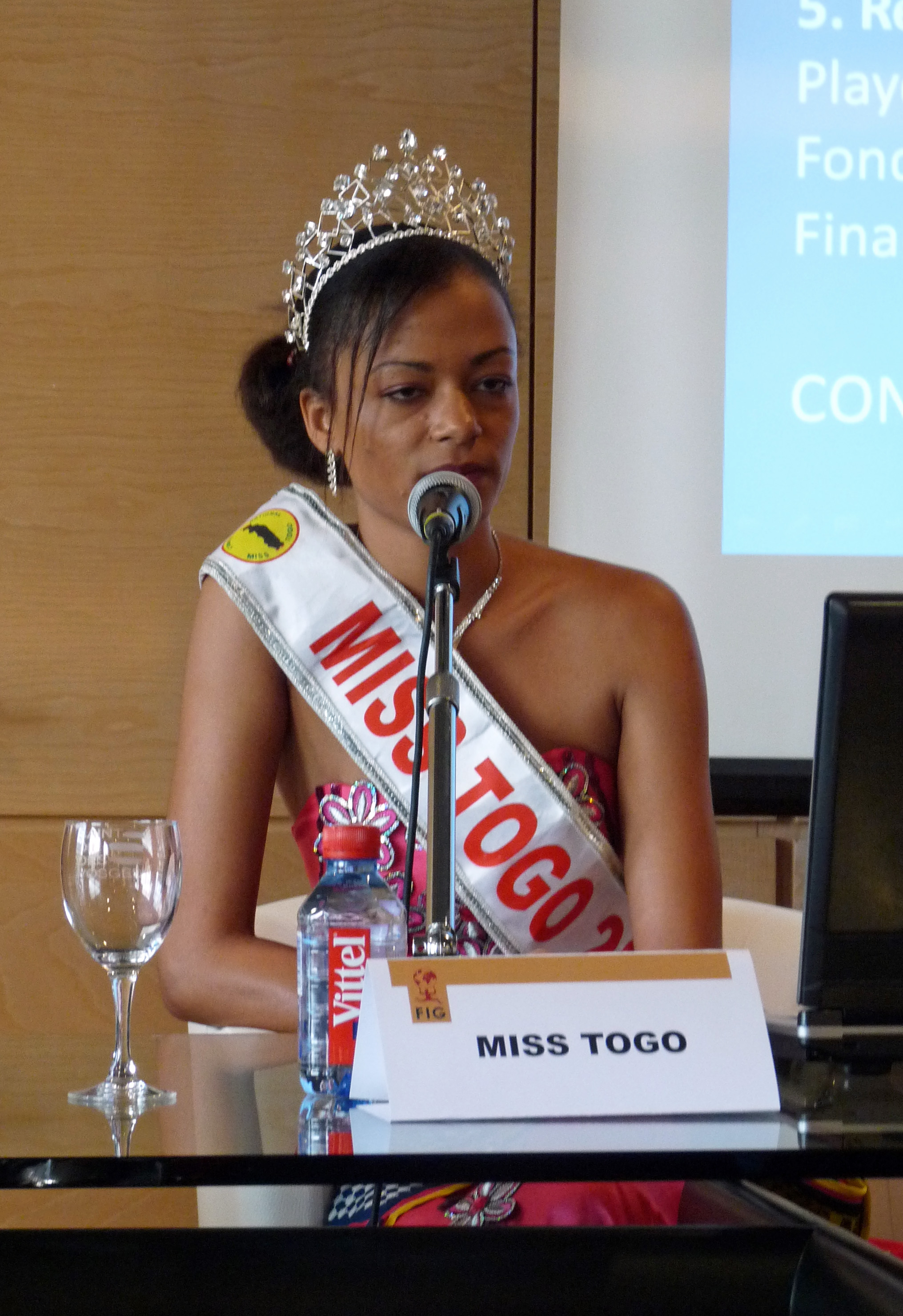
Monique Quizi Handlos, Miss Togo 2011.

La sélection permet de représenter le pays au concours de Miss Univers. Cependant le Togo n'a jamais participé a miss univers,  espérons que l'élection de cette année 2024 ferait représenter la miss élu a miss univers @commitenationalmisstogo@lesmissdu228@misstogoof @misstogo.tg on attend vos réponses.
Une première dans l'histoire du Togo 🇹🇬. Le Togo sera t-il représenté au concours miss Univers ? On attend l'élection national qui est prévu pour le 2 décembre 2023 .qu'en dit du comité national miss Togo 
La détentrice actuelle du titre aurait dû être Grâce Benedicta KAMASSA, succédant à Miss Togo 2023, Ekui Edwige Chimène Moladja.
Miss Togo a participé à Miss International en 1996, 1998, 1999 et 2000.
Le Togo, représenté par Edwige Badakou, a remporté Miss Fespam 2005 et Miss World Cup 2006.
Depuis 2012, Miss Togo s'est retiré des devants des concours internationaux après que Camih Gantin (en) aie ramené l'écharpe de deuxième dauphine de Miss Cedeao. Elle a notamment remporté le prix du « meilleur corps ».
Aïda yombo a fait 3 ans avec la couronne une première au Togo .
Miss Togo 1999 est la plus belle des Miss selon les modalités du public

## Palmarès depuis 1995
| Année | Nom et prénoms                               | Autres concours                           |
| 2025  | Afolabi Nadiratou                            |                                           |
| 2024  | Nathalie Yao-Amuama                          |                                           |
| 2023  | Ekui Abla Chimène Moladja                    |                                           |
| 2022  | Jacqueline Adjo Tossou                       |                                           |
| 2019  | Aïda Yombo                                   |                                           |
| 2018  | Ichabatou Gnongbo-Tchoro                     |                                           |
| 2017  | Cornelia Dédévi Ayaba Adomayakpor            |                                           |
| 2016  | Balbina D'Almeida                            |                                           |
| 2015  | Gaëlle Yayra Adzoh                           |                                           |
| 2014  | Mariama Tatiana Camara                       |                                           |
| 2013  | Edwige Emefa Segbe                           |                                           |
| 2012  | Camih Gantin                                 | 2eme dauphine Miss Cedeao                 |
| 2011  | Monique Quizi Handlos                        |                                           |
| 2010  | Akumah Armande Gertrude                      |                                           |
| 2009  | Damienne Zinsou-Sessou                       |                                           |
| 2008  | Pamela Aïcha Fofana                          |                                           |
| 2007  | Aïssa Salou                                  |                                           |
| 2006  | Adjovi Mawussé Sandra Ajavon                 |                                           |
| 2005  | Jacky Koffa Azouma                           |                                           |
| 2004  | Edwige-Grâce Madze Badakou                   | Miss Fespam 2005 Miss World Cup 2006      |
| 2003  | Sheila Diogo                                 |                                           |
| 2002  | Léa Anipah                                   |                                           |
| 2001  | Sandrine Agbokpe                             |                                           |
| 2000  | Pamela Agnélé Gunn                           | non placée à Miss International 2000      |
| 1999  | Déborah Bassuka                              | non placée à Miss International 1999      |
| 1998  | Lucie Dossah 1 ère Dauphine miss CEDEAO 1998 |                                           |
| 1997  | Manuella Lawson-Body                         | Miss Friendship à Miss International 1998 |
| 1996  | Bawa Amanda                                  | non placée à Miss International 1996      |
| 1995  | Nathalie Mongolfier                          |                                           |